# Вайгендорф
Вайгендорф (нім. Weigendorf) — громада в Німеччині, розташована в землі Баварія. Підпорядковується адміністративному округу Верхній Пфальц. Входить до складу району Амберг-Зульцбах. Складова частина об'єднання громад Нойкірхен-бай-Зульцбах-Розенберг.
Площа — 12,54 км2. Населення становить 1232 ос. (станом на 31 грудня 2020).